# Wedendorf
Wedendorf là một đô thị tại huyện Nordwestmecklenburg, bang Mecklenburg-Vorpommern, miền bắc nước Đức. Từ 1 tháng 7 năm 2011, đô thị này được sáp nhập vào xã Wedendorfersee.